# 小幡利城
小幡 利城（おばた とししろ、Toshishiro Obata、1948年（昭和23年）10月20日 - ）は、日本出身の武道家、真剣道開祖。俳優。別名：小幡利二

## 経歴
小幡は1948年（昭和23年）、群馬県に生まれた。18歳で上京し塩田剛三の合気道養神館道場に内弟子として入門した。7年間合気道を学び、養神館本部、警視庁機動隊、大学、会社で指導した。
この時期、柳生延春より柳生流剣術、林邦史朗の主宰する若駒に入り殺陣・時代考証・弓術・馬術など、井上元勝より棒術・琉球古武道、名和弓雄より十手術・万力鎖・忍術、田中茂穂より鹿島神流、内田鉄心斎より庵剣抜刀術など各種武術を学んだ。
徳富太三郎と中村泰三郎より、軍刀操法、戸山流抜刀術を学んだ。中村の主催する戸山流は後に抜刀道に変わった。全国抜刀道試し切り大会、一回目、二回目の個人戦で優勝した。
1980年（昭和55年）暮れ、米国抜刀道連盟本部、戸山流居合道米国本部、中村流米国本部の本部長として渡米した。 ロサンゼルスで戸山流、抜刀道、合気道を教えた。 
1990年（平成2年）、今までに習得した武道の研究、統合したものとして真剣道を創始した。1994年、国際真剣道連盟創設を発足させ、支部が世界各国にできた。 
1998年（平成10年）10月には、13人のアメリカ人、ドイツ人の真剣道指導者と共に日本を訪問した。
多くの映画、テレビドラマに出演および殺陣指導を行なっている。

## 出演
- SFソードキル（1986年）
- ブラック・レイン（1989年）
- ミュータント・タートルズ（1990年）
- The Sword of Bushido（1990年）
- ミュータント・ニンジャ・タートルズ2（1991年）
- リトルトウキョー殺人課（1991年）
- Rage and Honor（1992年）
- Ulterior Motives（1993年）
- 炎のテキサス・レンジャー（1993年 - 、テレビ番組）
- ライジング・サン（1993年）
- デモリションマン（1993年）
- 刺青 BLUE TIGER（1994年）
- シャドー（1994年）
- Red Sun Rising（1994年）
- ハンテッド（1995年）

## 著書
- Naked Blade(抜刀術), Dragon Books, 1986年3月 ISBN 978-0946062188
- Kama Weapon Art of Okinawa（鎌）, Tuttle Pub,  1987年3月 ISBN 978-0946062140
- Crimson Steel - The Sword Technique of the Samurai , Dragon Pub Corp, 1987年10月 ISBN 978-0946062195
- Samurai - Aikijutsu, SEDIREP, 1990年8月 ISBN 978-2901551553
- Bo-Karate Weapon Art of Okinawa, Dragon Pub Corp, 1992年5月 ISBN 978-0946062287
- Shinkendo - Japanese Swordsmanship(眞劍道), Intl Shinkendo Federation, 2000年1月 ISBN 978-0966867701
- Shinkendo Tameshigiri, International Shinkendo Federation, 2005年4月 ISBN 978-0966867756